# Tetragnatha stellarum
Tetragnatha stellarum là một loài nhện trong họ Tetragnathidae.
Loài này thuộc chi Tetragnatha. Tetragnatha stellarum được miêu tả năm 1975 bởi Chrysanthus.